# Olga Sementina
Olga Valeryevna Sementina (en russe : Ольга Валерьевна Сементина), née Kuziukova (Кузюкова) le 7 septembre 1985 à Roubtsovsk, est une fondeuse russe. 

## Biographie
Elle dispute sa première course en Coupe du monde en décembre 2007 à Rybinsk (22e du 15 km libre). Après une première victoire en Coupe d'Europe de l'Est en décembre 2009, Kuziukova prend part régulièrement à partir de début 2010, avec comme résultat significatif une sixième place au sprint par équipes à Rybinsk.
Elle ne prend pas part à la saison 2011-212 dans l'élite, avant de faire son retour au Tour de ski 2012-2013, où elle arrive notamment douzième sur un étape à Toblach. Ainsi, elle est sélectionnée pour le trente kilomètres des Championnats du monde 2013 à Val di Fiemme (21e). Elle confirme par une dixième place sur dix kilomètres classique à Lahti quelques semaines plus tard. Finalement, c'est lors du Tour de ski 2013-2014, qu'elle signe son meilleur résultat en Coupe du monde avec le huitième au dix kilomètres classique à Lenzerheide (mass-start). Elle participe peu après aux Jeux olympiques devant le public russe de Sotchi, terminant 22e du skiathlon et douzième du dix kilomètres classique. Sa dernière compétition majeure a lieu aux Championnats du monde 2015 à Falun.
Désormais sous le nom d'Olga Sementina, elle continue à concourir au niveau national et continental jusqu'en 2019.

## Palmarès

### Jeux olympiques
| Épreuve / Édition | Sprint | Sprint                           | 10 km                            | 10 km     | Skiathlon 2 × 7,5 km | 30 km | Relais | Relais   |
| Épreuve / Édition | libre  | classique                        | libre                            | classique | Skiathlon 2 × 7,5 km | 30 km | Sprint | 4 × 5 km |
| JO 2014 Sotchi    | —      | Épreuve inexistante à cette date | Épreuve inexistante à cette date | 12e       | 22e                  | —     | —      | DSQ      |

Légende :
- DSQ : disqualification de l'équipe russe
- : pas d'épreuve
- — : non disputée par Kuziukova

### Championnats du monde
| Épreuve / Édition           | Sprint                           | Sprint    | 10 km | 10 km                            | Skiathlon 2 × 7,5 km | 30 km | Relais | Relais   |
| Épreuve / Édition           | libre                            | classique | libre | classique                        | Skiathlon 2 × 7,5 km | 30 km | sprint | 4 x 5 km |
| Mondiaux 2013 Val di Fiemme | Épreuve inexistante à cette date | —         | —     | Épreuve inexistante à cette date | —                    | 21e   | —      | —        |
| Mondiaux 2015 Falun         | Épreuve inexistante à cette date | —         | —     | Épreuve inexistante à cette date | —                    | 27e   | —      | —        |

Légende :
- : pas d'épreuve
- — : non disputée par Kuziukova

### Coupe du monde
- Meilleur classement général : 46e en 2014.
- Meilleur résultat individuel : 8e.

#### Classements en Coupe du monde
| Année     | Classement général final | Classement distance | Classement sprint |
| 2007-2008 | 75e                      | 56e                 | 71e               |
| 2008-2009 | 116e                     |                     | 77e               |
| 2009-2010 | 85e                      | 81e                 | 72e               |
| 2010-2011 | 107e                     | -                   | 76e               |
| 2012-2013 | 55e                      | 38e                 |                   |
| 2013-2014 | 46e                      | 29e                 |                   |
| 2014-2015 | 52e                      | 36e                 |                   |

### Coupe d'Europe de l'Est
- 6e du classement général en 2010.
- 7 podiums : 7 victoires.

### Championnats de Russie
- Championne du sprint classique en 2013.